# Chionaema aroa
Chionaema aroa är en fjärilsart som beskrevs av Bethune-Baker 1904. Chionaema aroa ingår i släktet Chionaema och familjen björnspinnare. Inga underarter finns listade i Catalogue of Life.